# Brittany Raymond
Brittany Lynn Raymond (* 24. Februar 1995 in Brampton, Ontario) ist eine kanadische Schauspielerin und Tänzerin.

## Leben
Raymond wuchs mit drei Geschwistern im kanadischen Brampton auf. Ab ihrem vierten Lebensjahr begann sie mit dem Tanzen, ab ihrem sechsten Lebensjahr nahm sie an ersten Wettbewerben teil. Sie besuchte die Mayfield Secondary School in Caledon. 2013 bis 2019 verkörperte sie die Rolle der Riley in der Fernsehserie The Next Step. Von 2015 bis 2016 war sie in derselben Rolle in der Fernsehserie Lost & Found Music Studios. Von 2019 bis 2020 spielte sie die Rolle der Cori Ross in der Fernsehserie Dare Me, 2020 stellte sie die Doppelrolle der Cleo / Beth in der Fernsehserie Australianaire$ dar.

## Filmografie (Auswahl)
- 2013–2019: The Next Step (Fernsehserie, 134 Episode)
- 2015–2016: Lost & Found Music Studios (Fernsehserie, 9 Episoden)
- 2016: Graped (Mini-Serie)
- 2016: Transitions (Kurzfilm)
- 2018: Extracurricular
- 2019: Waiting (Kurzfilm)
- 2019: V-Wars (Fernsehserie, Episode 1x09)
- 2019–2020: Dare Me (Fernsehserie, 10 Episoden)
- 2020: Australianaire$ (Fernsehserie, 6 Episoden)
- 2022: The Hardy Boys (Fernsehserie, 4 Episoden)
- 2022: Chateau Laurier (Miniserie, 6 Episoden)
- 2023: Fellow Travelers (Fernsehserie, 3 Episoden)
- 2024: Sway